# Đăng Dương
Đăng Dương (tên đầy đủ là Phạm Đăng Dương), sinh ngày 20 tháng 10 năm 1974 tại Đức Xương, huyện Gia Lộc, Hải Dương), là một ca sĩ nổi tiếng trong dòng nhạc thính phòng và nhạc đỏ, được phong tặng Nghệ sĩ ưu tú năm 2016. Hiện nay, anh làm việc ở Đài tiếng nói Việt Nam.

## Sự nghiệp
Từ nhỏ Đăng Dương đã bộc lộ sự yêu thích nghiệp ca hát. Tuy nhiên, từ năm 1987 đến 1997 anh lại theo học đàn bầu tại Nhạc viện Hà Nội và trở thành một "cây" đàn bầu của trường. Mãi đến năm 1992, anh mới theo học thanh nhạc song song. Đăng Dương được đánh giá cao vì có một chất giọng khỏe, vang và là một nghệ sĩ tận tình với công việc. Anh cùng với các ca sĩ Trọng Tấn và Việt Hoàn ra mắt khán thính giả lần đầu tiên vào Liên hoan Tiếng hát sinh viên 1998 với bài Đường chúng ta đi (Huy Du) và từ đó bộ ba Đăng Dương - Trọng Tấn - Việt Hoàn nhanh chóng giành được một chỗ đứng vững chắc trong lòng người yêu nhạc.
Năm 2000, Đăng Dương tốt nghiệp đại học thanh nhạc của Nhạc viện Hà Nội và trở thành giảng viên dạy khoa thanh nhạc. Sau đó anh chuyển về Đoàn ca nhạc của Đài Tiếng nói Việt Nam cho đến nay.
Trong sự nghiệp ca hát của mình Đăng Dương luôn trung thành với dòng nhạc cổ điển và nhạc cách mạng. Những ca khúc cách mạng kinh điển được Đăng Dương thể hiện đã đi vào lòng khán giả trong những suốt những năm tháng đầu của thế kỷ 21 như: Tiếng hát từ thành phố mang tên Bác, Việt Nam quê hương tôi, Hát về cây lúa hôm nay, Gặp nhau trên đỉnh Trường Sơn, Hà Nội niềm tin và hy vọng... 
Đăng Dương là người rất trung thành với dòng nhạc cổ điển, nhạc cách mạng, trong khi nhiều đồng nghiệp và bạn bè của anh lần lượt những dự án kết hợp với những ca sĩ dòng nhạc đương đại. Đăng Dương tự nhận mình "lười" và lý giải rằng không phải ca khúc nào cũng phù hợp với giọng ca của mình cũng như không phải ca sĩ nào anh cũng có thể kết hợp được. Đăng Dương thừa nhận rằng anh chưa bao giờ thử hát nhạc nhẹ, hoặc nếu có thì cùng lắm là bản nhạc bán cổ điển. Đối với nhạc truyền thống và nhạc đỏ, anh cũng rất thận trọng trong việc phá cách vì theo Đăng Dương, thể loại nhạc này mang tính chuẩn mực cao và việc làm mới chúng rất khó.
Đăng Dương tự nhận mình là một người khó tính trong âm nhạc, điều này thể hiện rõ trong quá trình biên soạn album Khi nắng mai về khi anh cẩn thận lựa chọn các bài hát, tự tay tìm người phối nhạc cho hợp với phong cách của mình, thậm chí có nhiều bài phải thu đi thu lại nhiều lần. Anh cũng rất nghiêm khắc trong việc đào tạo các học trò của mình. Hiện nay, anh là Đoàn trưởng Đoàn ca nhạc mới của Đài tiếng nói Việt Nam.

## Sản phẩm âm nhạc

### Danh sách đĩa nhạc
- Đất nước trọn niềm vui (2005)
- Khi nắng mai về (2011)

### Liveshow
- Mặt Trời của tôi, vào tháng 10 năm 2017 tại Nhà hát Lớn, Hà Nội[4]
- Tổ Quốc gọi tên mình, tháng 8 năm 2023 tại Cung Văn hoá Hữu nghị Việt Xô (Hà Nội)[5]

## Giải thưởng
- Giải nhất Giọng hát hay Hà Nội năm 1995
- Giải thưởng Âm nhạc Cống hiến 2018: Chương trình của năm

## Vinh danh
- Nghệ sĩ ưu tú (2016)
- Con đường âm nhạc do VTV thực hiện tháng 12 năm 2021[6]

## Đời tư
Năm 2002, Đăng Dương lập gia đình với Kim Xuyến, một ca sĩ hát nhạc nhẹ của đoàn Quân khu 2, sau rời đoàn về công tác tại Đài Tiếng nói Việt Nam. Việc rời bỏ nghề hát cũng như môi trường quân đội của đoàn quân khu 2 được đánh giá là một sự hy sinh rất lớn của Kim Xuyến dành cho Đăng Dương. Kim Xuyến cũng giúp đỡ chồng mình rất nhiều trong nghiệp ca hát và trở thành hậu phương lớn cho Đăng Dương. Về phía mình, Đăng Dương rất trân trọng sự hy sinh của vợ và anh cũng được xem là một người chồng rất "chiều" vợ cũng như "biết chiều vợ một cách chân tình". Anh hiện đang có hai người con trai.